# 斯特奇岛
斯特奇岛（英語：Sturge Island）是南极洲巴勒尼群岛三座主要岛屿之一，是巴勒尼群岛最大及位置最南的一座岛屿。岛上大部分被冰盖所覆盖，1839年由英国捕鲸船长约翰·巴勒尼首先发现。是一座火山岛。